# داريل ستانلي
داريل ستانلي هو لاعب هوكي الجليد كندي، ولد في 2 ديسمبر 1962 في وينيبيغ في كندا.

## وصلات خارجية
- داريل ستانلي على موقع دوري الهوكي الوطني (الإنجليزية)
- داريل ستانلي على موقع قاعة مشاهير الهوكي (لاعب أن.إتش.أل) (الإنجليزية)
- داريل ستانلي على موقع EliteProspects.com (الإنجليزية)
- داريل ستانلي على موقع HockeyDB.com (الإنجليزية)
- داريل ستانلي على موقع Hockey-Reference.com (الإنجليزية)